# Henrik Menander

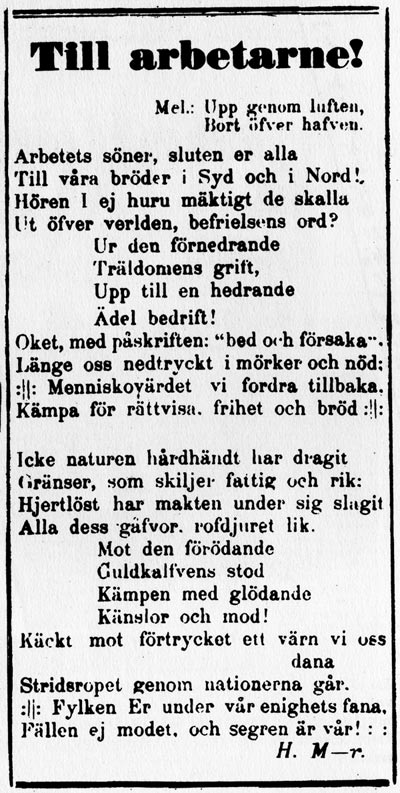
Arbetets söner.
Första publiceringen i Social-Demokraten den 25 september 1885

Henrik Menander, född 12 december 1853 i Fuglie i Malmöhus län, död 12 augusti 1917 i Malmö, var en svensk arbetardiktare, socialist, fackföreningsman och sångtextförfattare. Han är framför allt känd som upphovsman till arbetarsången Arbetets söner och översättare av Internationalen.

## Biografi
Menander föddes i Fuglie församling inte långt från Malmö. Fadern var statare, men lyckades byta yrke och blev senare murare. Menander fick tidigt tjäna dräng hos bönderna i trakten mellan skolterminerna. När föräldrarna flyttat till Malmö 1865 kom han av en tillfällighet in på en korkfabrik och blev så småningom utlärd korkskärare.

### Som vandrande gesäll
Han begav sig som vandrande gesäll till Danmark, Tyskland, Belgien, Holland, Schweiz och Frankrike. Efter att ha bott sex år i Paris återvände han till Sverige och tog anställning som korkskärare i Göteborg. Där bildades den 14 april 1884 Arbetareklubben i Göteborg på initiativ av skräddarmästare C.M. Heurlin och Menander i Heurlins verkstad vid Kyrkogatan 3 i Göteborg. Den var Sveriges första socialdemokratiska organisation. Samma år fick han erbjudande av August Palm att bli redaktionssekreterare och kassör på dennes tidning Folkviljan i Malmö. Efter ett knappt år blev emellertid Palm tvungen att lägga ner tidningen och Menander flyttade då till Köpenhamn, där han åter tog anställning i sitt yrke. Han ägnade sig också åt facklig verksamhet och agitation och deltog i bildandet av Foreningen for Socialismens Fremme i Sverrig där han blev sekreterare. Hans politiska och fackliga aktivitet ledde till svartlistning och stora svårigheter att få arbete. Han gifte sig 1887 i Köpenhamn med danskan Johanna Jensen.

### Bofast i Malmö och medarbetare i Arbetet
I Malmö hade Axel Danielsson grundat tidningen Arbetet i augusti 1887 och Menander blev dess Köpenhamnskorrespondent och skrev även artiklar i utrikespolitiska frågor för dagen. Han flyttade 1888 till Malmö och medarbetade därefter regelbundet i Arbetet, dock utan att vara anställd. Han organiserade korkskärarna som bildade fackförening i Malmö. 1890 grundades Svenska korkarbetareförbundet och Menander utsågs till förtroendeman. Det lilla fattiga förbundet kunde emellertid knappast bidra till Menanders försörjning. Situationen ljusnade dock, när han fick fast anställning på Arbetet i november 1891. Han fortsatte det fackliga arbetet och tog initiativet till Malmö samarbetande fackföreningar - den tidens motsvarighet till LO-distrikt. Han var dess sekreterare och blev därvid Malmös främste fackföreningsman.
Denna merit bidrog till att han utsågs till andre suppleant för LO-ordföranden Fredrik Sterky vid LO:s konstituerande kongress 1898. Malmö arbetarekommun fick i januari 1901 uppgiften av bli facklig centralorganisation och Menander invaldes i dess styrelse, men lämnade det uppdraget 1902 för att enbart ägna sig åt Arbetet och annat skriftställarskap. Han blev kvar på Arbetet till 1915 då han avgick med pension på grund av försämrad hälsa och han avled i Malmö 1917. Menander är begravd på S:t Pauli södra kyrkogård i Malmö.

## Litterär verksamhet
Menander började att skriva mycket tidigt. Malmö Handels- och Sjöfartstidning publicerade en dikt av Menander redan 1872 då han bara var nitton år. Dikten Upprop propagerar för deltagande i riksdagsmannavalet 1872 och att rösta på liberalerna. En strof lyder:
Men ibland folket finnas män, som trygga
I kunnen anförtro det dryga kall;
de med omutlig kraft er lycka bygga
och krypa ej för maktens fotapall;
de äga mod och klokhet och ej rygga
tillbaka, men stå fast i alla fall,
sig själva ej för band och stjärnor sälja: -
dem skolen I till riksdagsmänner välja.
Även andra dikter i tidningen vittnar om Menanders skicklighet och talang, som är anmärkningvärd med tanke på hans unga år och bristande formella skolning. 
Arbetets söner
Från 1894 skrev Menander regelbundet dikter som publicerades i August Palms tidning Folkviljan. Av Foreningen for Socialismens Fremme i Sverrig fick han så uppdraget att skriva en sång, som skulle sjungas vid föreningen utflykt till Malmö. Han skrev då Till arbetarne!, som snart kom att kallas Arbetets söner efter de första raderna. Den delades ut till deltagarna och sjöngs på utfärden den 2 augusti 1885, först på Öresundsbåten och senare i Kasinoträdgården i Malmö. Den går på melodin till den då vanliga skolsången Vindarnas kör med text av Atterbom. Kompositör var kantorn vid Lunds domkyrka Nils Peter Möller. Sången trycktes i Social-Demokratens första provnummer den 25 december 1885 och den spreds även på flygblad som August Palm lät trycka och sålde på sina agitationsresor. Den blev snabbt populär och snart obligatorisk på arbetarmöten och demonstrationer.  
Internationalen
Internationalen skrevs av fransmannen Eugène Pottier 1871 och tonsattes av fransmannen Adolphe Degeyter 1888. Den började sjungas i Frankrike på 1890-talet och vid sekelskiftet hade den blivit populär i många länder. Menander översatte den 1902 för första gången till svenska och den trycktes i det årets första maj-tidning.   
Menander svarar därmed för texten till respektive översättningen av de två av tradition mest sjungna kampsångerna i den svenska arbetarrörelsen.